# 金融日报
《金融日报》，是荷兰一份全国性的金融报纸，于1943年创立，报社总部位于荷兰阿姆斯特丹。2016年曾参与巴拿马文件事件调查。